# Região Central (Uberlândia)
A Região Central de Uberlândia, é formada oficialmente por 11 bairros da cidade, que está localizada no Triângulo Mineiro, sudeste do Brasil.

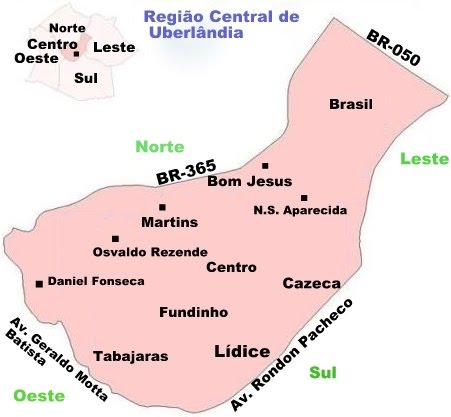
Contorno da Região Central de Uberlândia: BR-365, BR-050, Av. Rondon Pacheco e Av. Geraldo Motta Batista.

A região central de Uberlândia fica dentro da Av. Gov. Rondon Pacheco, Av. Geraldo Motta Batista (Marginal Rio Uberabinha), BR-365 e BR-050. Com estas vias, se forma o anel de contorno da região central da cidade.

## Bairros
Na Região Central de Uberlândia há 11 bairros (não inclui bairros integrados e antigos):

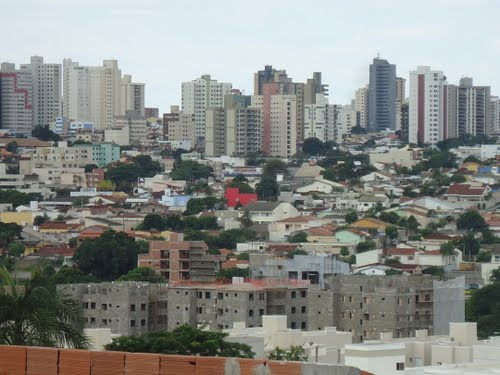
Bairros Martins, Osvaldo Rezende e Daniel Fonseca, região central de Uberlândia. E a baixo, o bairro Tubalina (prédios cinzas em construção), na zona sul.

- Centro, Fundinho, Nossa Senhora Aparecida, Martins, Osvaldo Rezende, Bom Jesus, Brasil, Daniel Fonseca, Cazeca, Lídice e Tabajaras.[2]

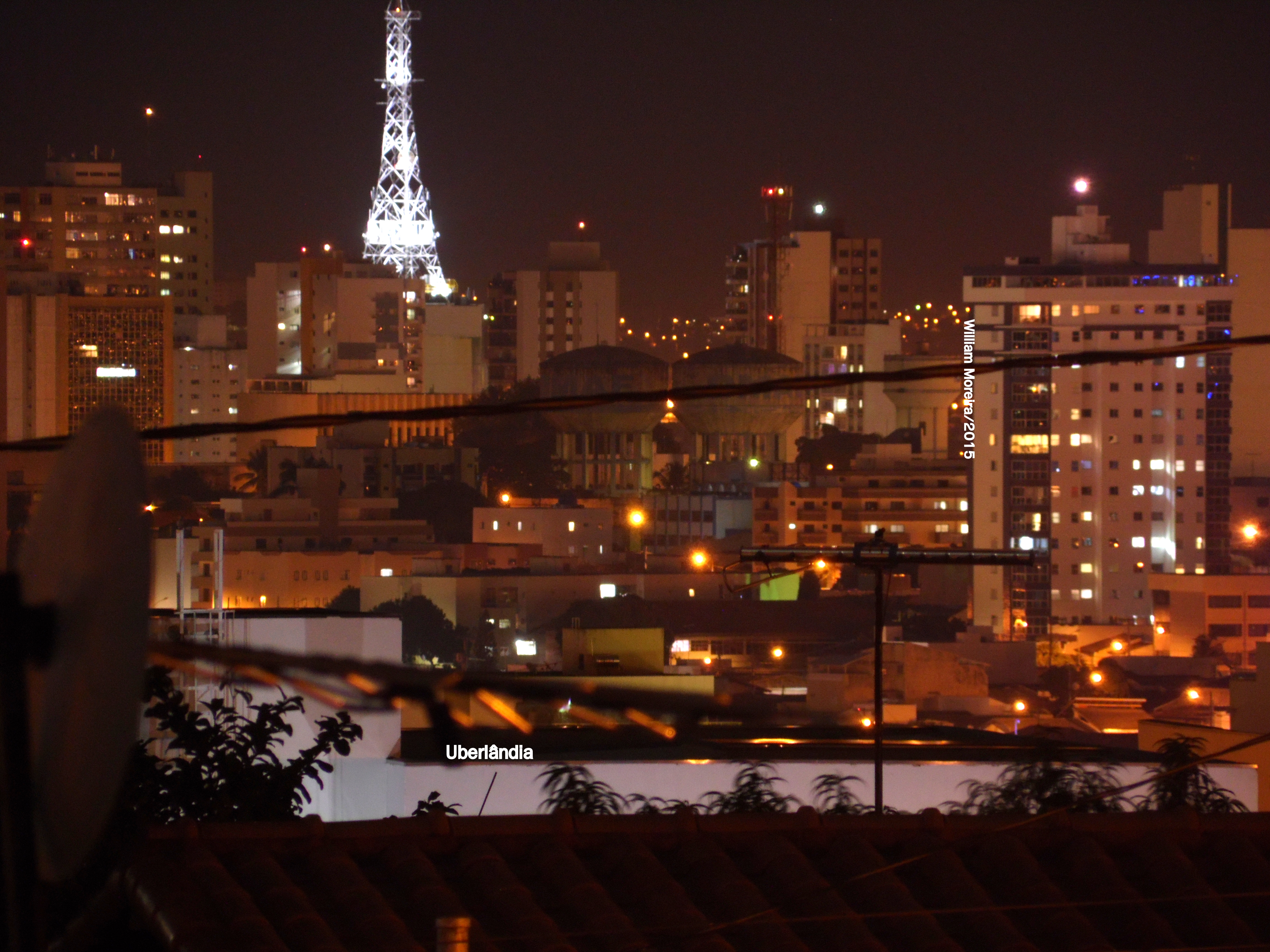
Vista parcial do Centro da cidade de Uberlândia, Minas Gerais, Sudeste do Brasil

### Principais locais
- Terminal Central Paulo Ferolla - Avenida João Pessoa/Avenida João Pinheiro - Centro.
- Fórum Abelardo Penna - Praça Professor Jacy de Assis - Centro.
- Mercado Municipal de Uberlândia - Rua Olegário Maciel/Av. Getúlio Vargas - Centro.

- Praça Tubal Vilela.
- Praça Sérgio de Freitas Pacheco.
- Praça Clarimundo Carneiro.
- Praça da Bicota/Praça Rui Barbosa.

## Cultura
- Museu Municipal de Uberlândia - Praça Clarimundo Carneiro - Fundinho/Centro.
- Teatro Rondon Pacheco - Rua Santos Dumont - Centro.
- Teatro de Arena (Praça Sérgio Pacheco) - Avenida Américo Salvador Tangari/João Naves de Ávila - Centro.
- Oficina Cultural de Uberlândia - Rua Tiradentes/Praça Clarimundo Carneiro - Fundinho/Centro.
- Casa da Cultura de Uberlândia - Rua Silva Jardim/Praça Coronel Carneiro - Fundinho/Tabajaras.
- Museu Universitário de Arte - Rua XV de Novembro/Praça Cícero Macedo - Fundinho.
- Biblioteca Pública Municipal Juscelino Kubitschek - Praça Cícero Macedo, 30 - Fundinho.

## Esporte
- Uberlândia Tênis Clube (U.T.C.) - Avenida Cipriano Del Fávero - Centro.

## Galeria de fotos

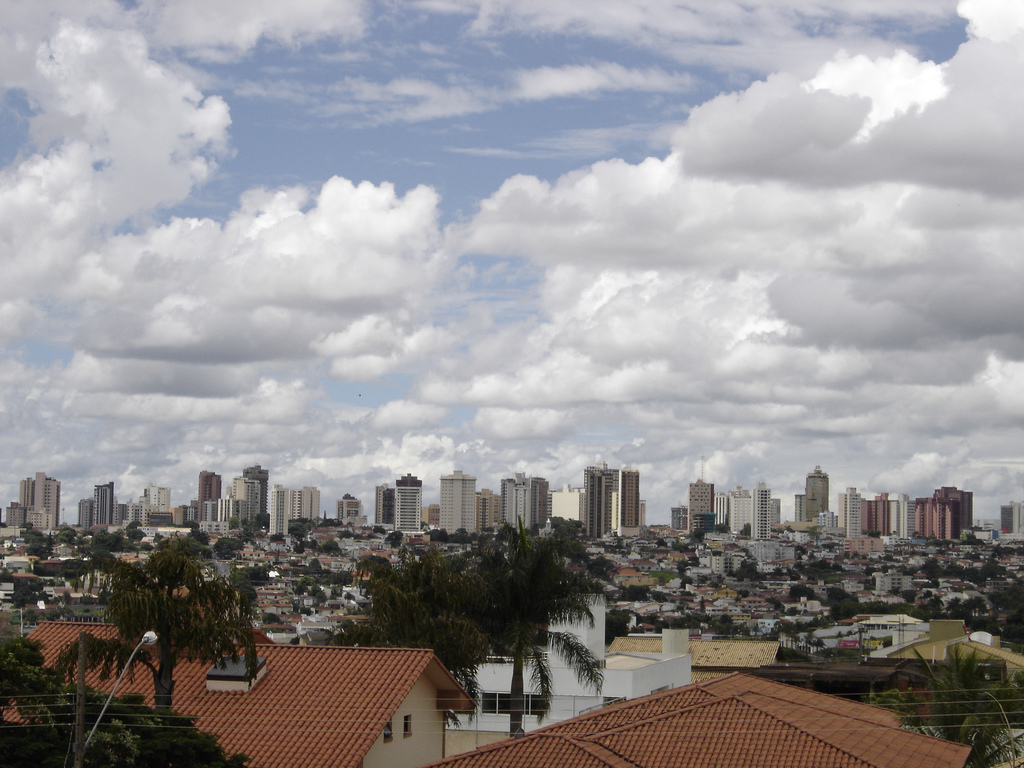
Vista de uma parte da Região Central.
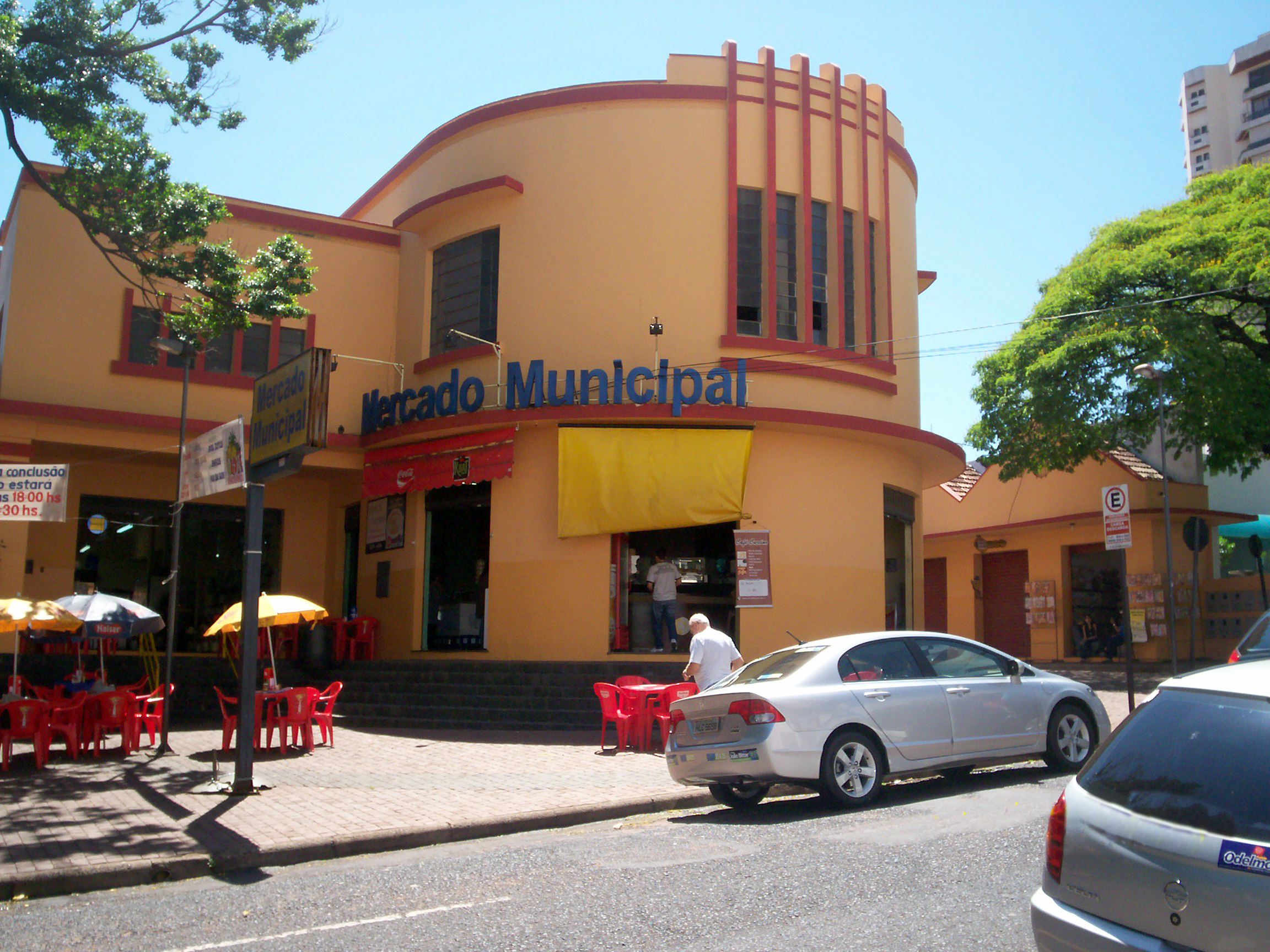
Mercado Municipal de Uberlândia no Centro da cidade
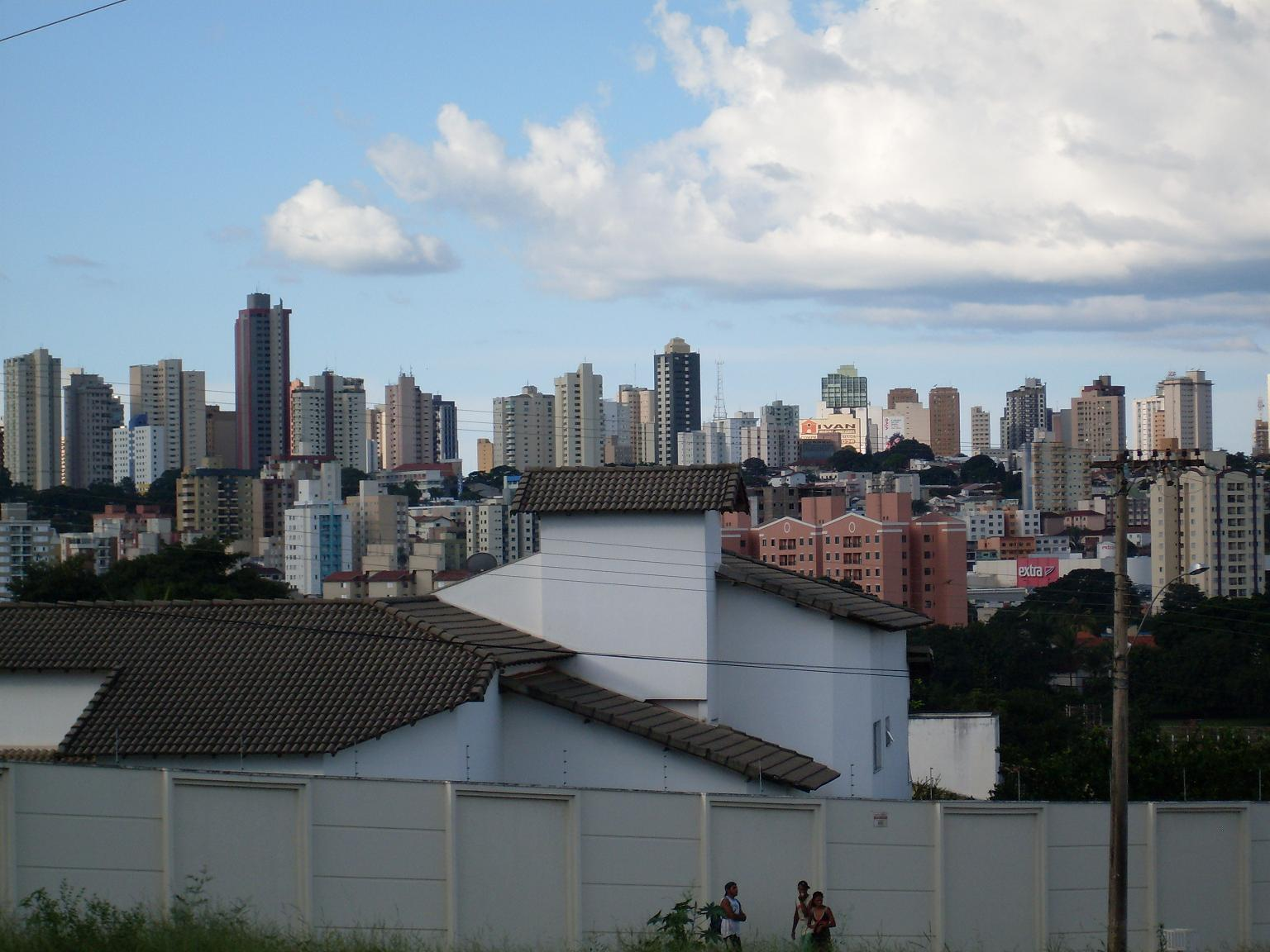
parte do Setor Central da cidade de Uberlândia.
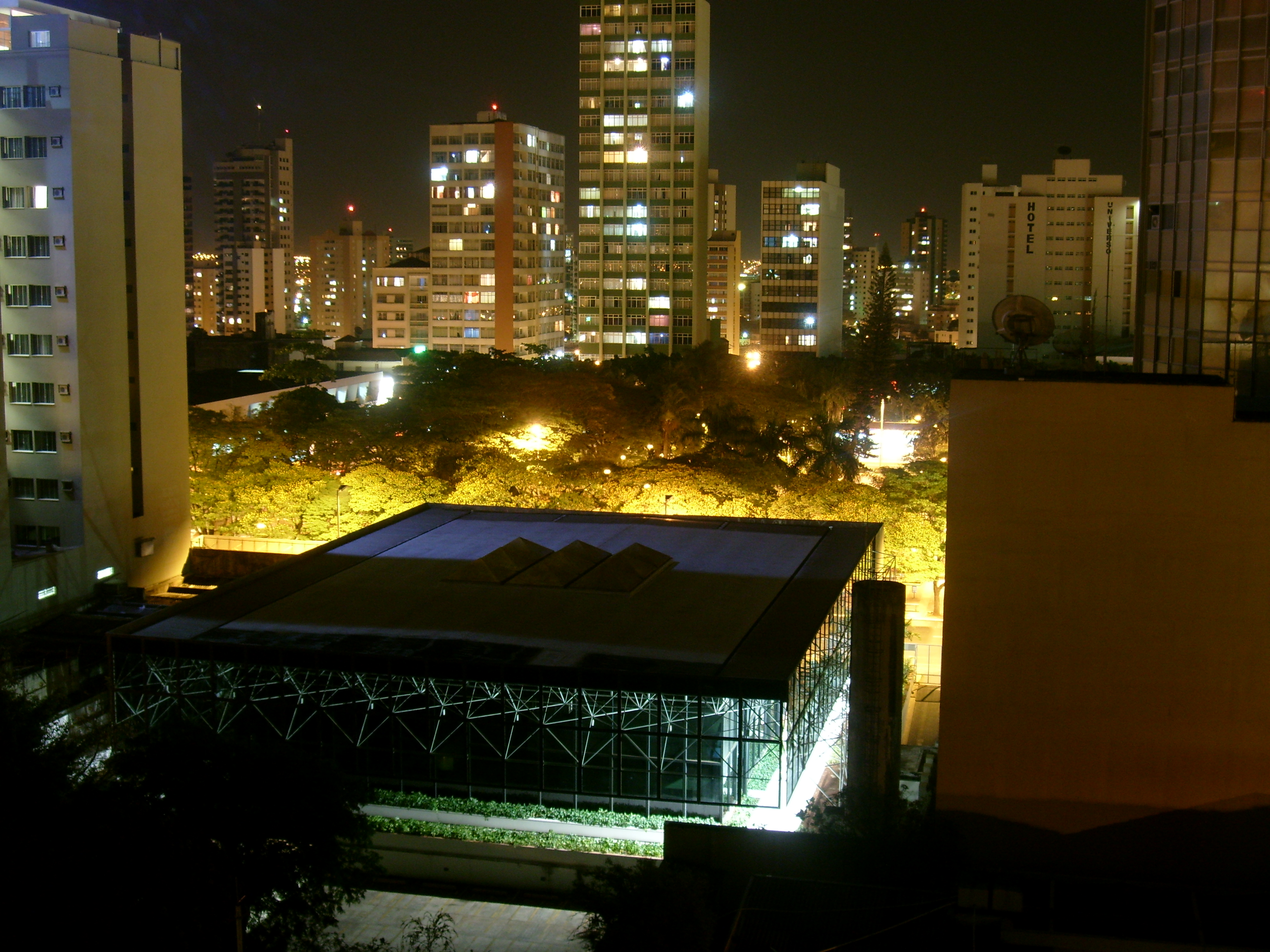
uma parte do Centro de Uberlândia e ao meio a Praça Tubal Vilela.
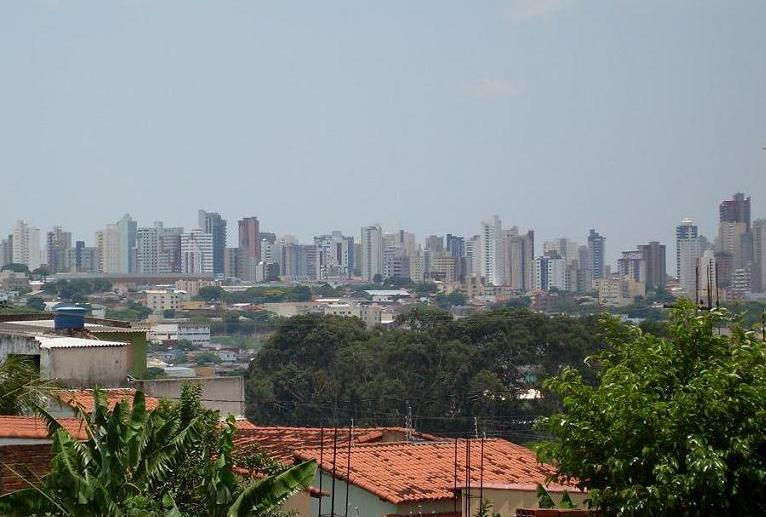
Um pouco da Região Central.
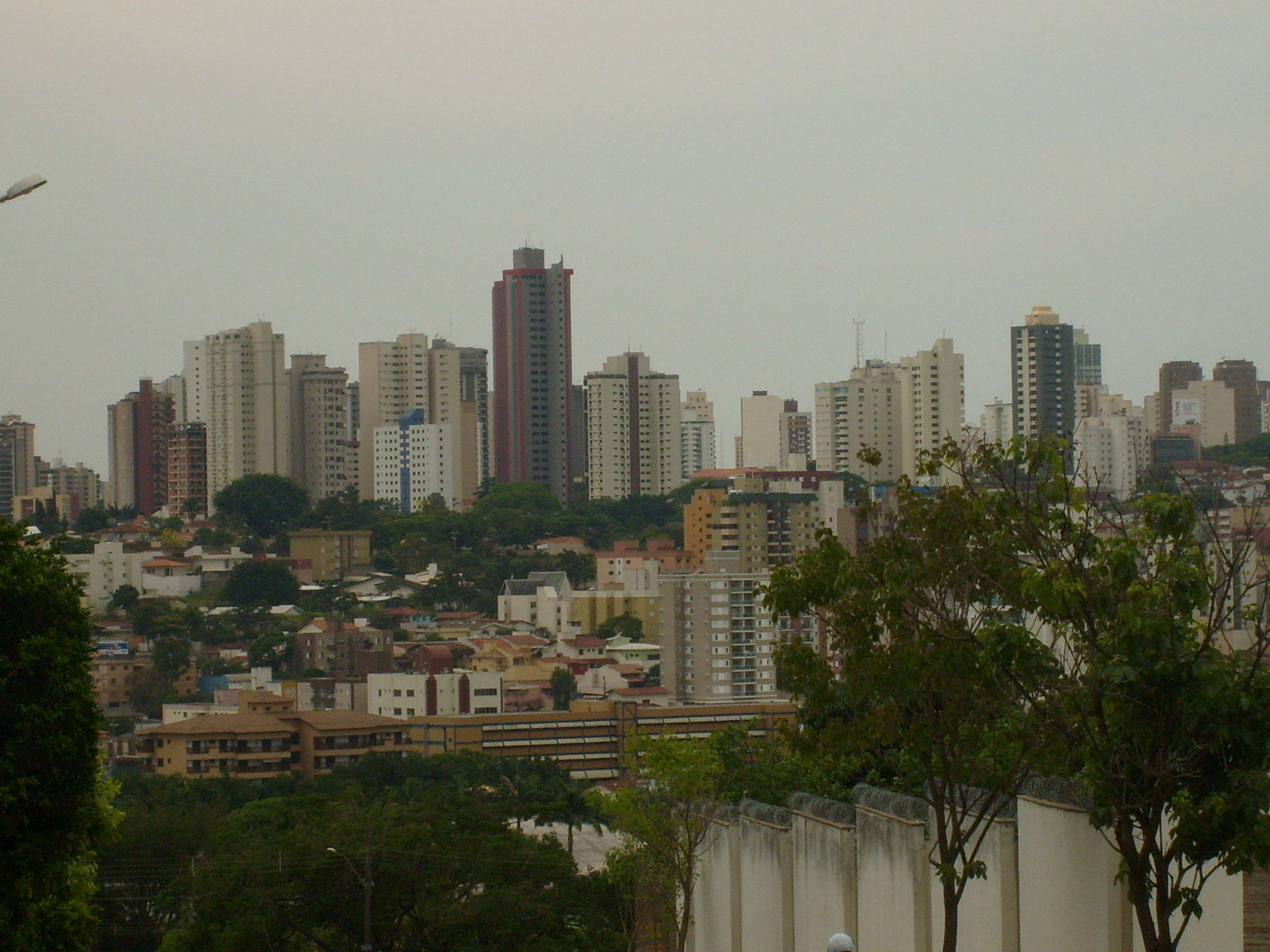
Região Central vista da Zona Sul.